# 別離の黄昏
「別離の黄昏」（わかれのたそがれ）は、1981年4月21日発売にキャニオン・レコードから発売された研ナオコの27枚目のシングル。

## 概要
「別離の黄昏」は、日本テレビ系ドラマ『私はタフな女』の主題歌に起用された。
作詞と作曲に、当時甲斐バンドのボーカルを担当していた甲斐よしひろが初採用された。甲斐自身により2曲共にセルフカバーされており、「別離の黄昏」は2000年に発売された甲斐バンド to 甲斐よしひろのアルバム『Singles II』に、「時雨れて」は1999年に発売された甲斐よしひろのCD-BOX『HIGHWAY 25』に収録されている。
オリジナルアルバム未収録で、1982年9月21日に発売されたベスト・アルバム『めぐりあい』にて初収録された。

## 収録曲
- 全作曲：甲斐よしひろ

1. 別離の黄昏
作詞：甲斐よしひろ／編曲：若草恵
  - 日本テレビ系ドラマ『私はタフな女』主題歌
2. 時雨れて
作詞：南部麒六／編曲：船山基紀